# Nitroplasto

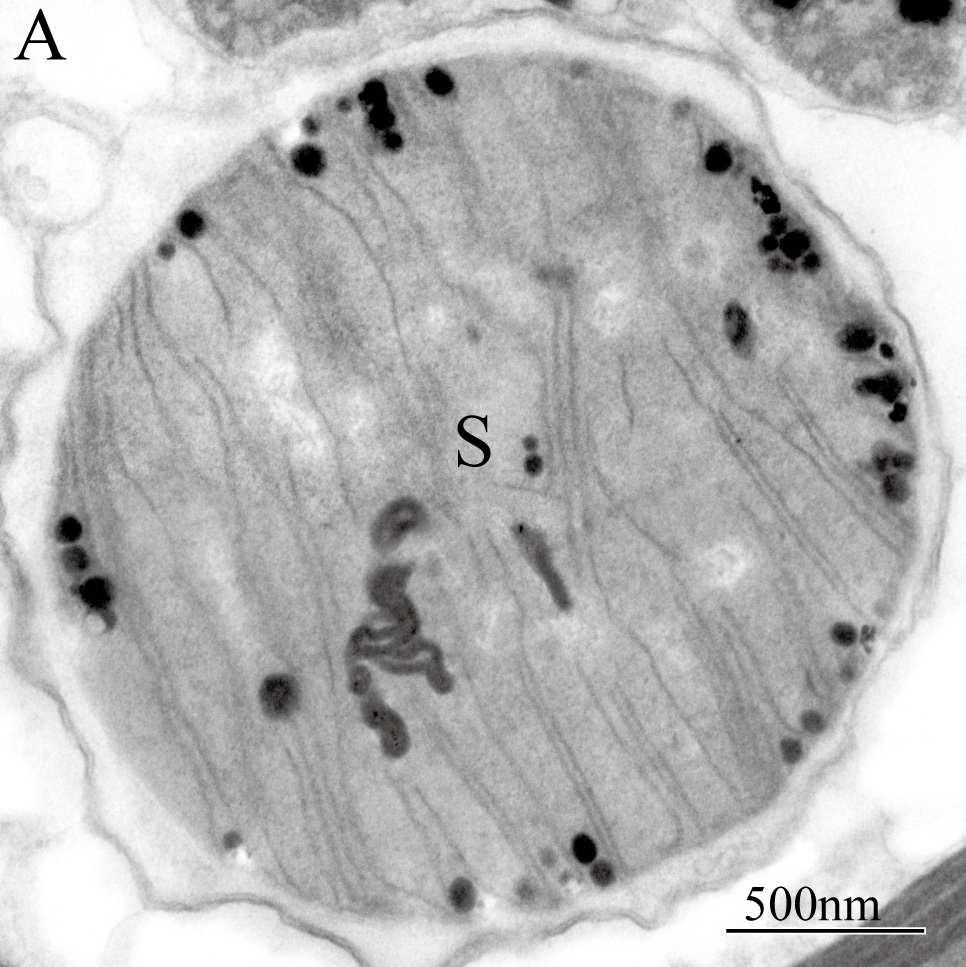
Imagen TEM de nitroplasto (S) en Braarudosphaera bigelowii

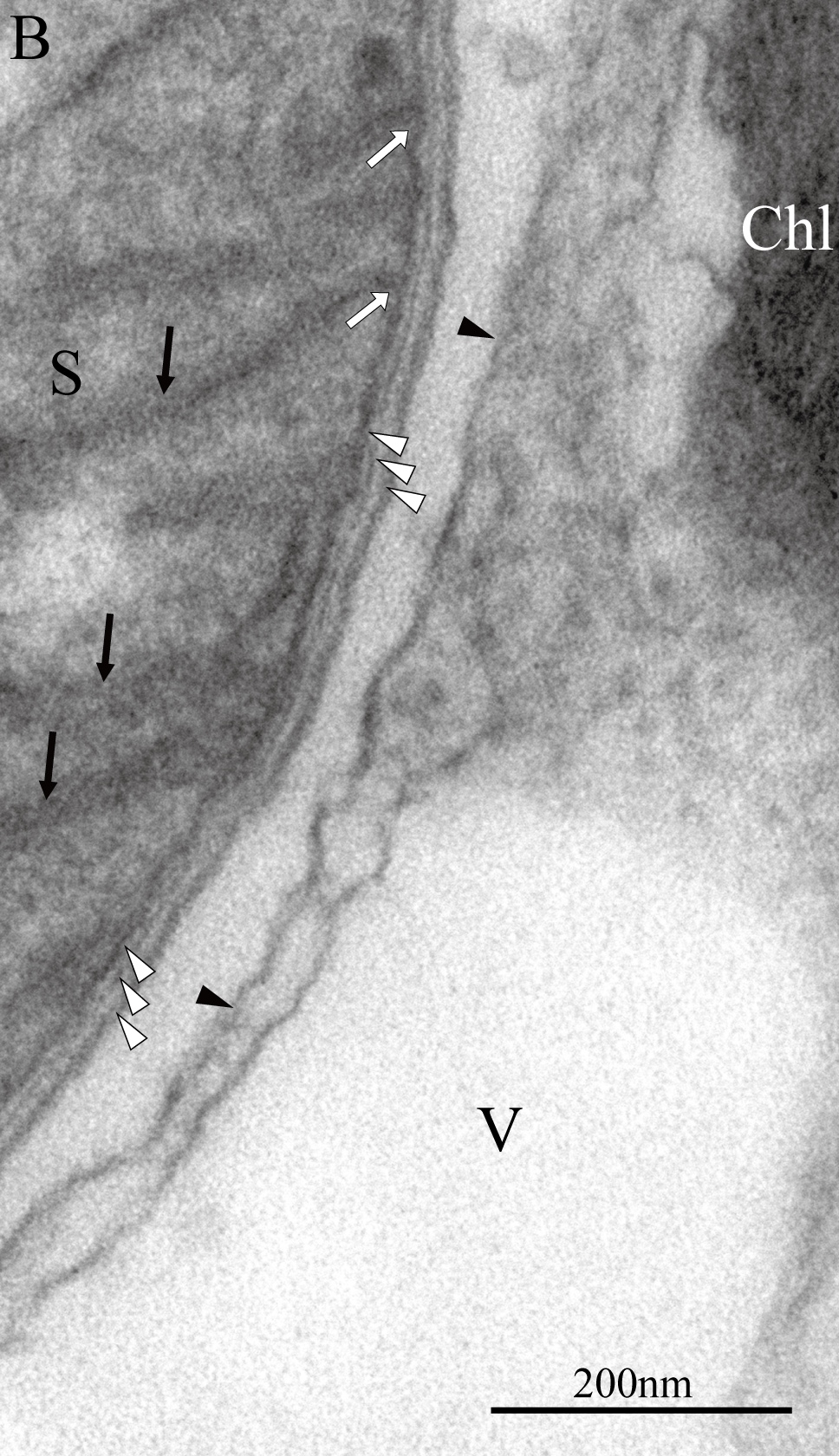
Detalle del nitroplasto de la imagen anterior con las láminas internas (flechas negras) y la cubierta de membrana de varias partes (puntas de flecha blancas y negras). La membrana interna de tres capas con su capa externa, la pared de peptidoglicano y la membrana plasmática corresponden a las de las bacterias Gram-negativas. Las vacuolas (V) se encuentran alrededor del nitroplasto

El nitroplasto es un orgánulo que se encuentra en ciertas especies de algas, particularmente en Braarudosphaera bigelowii. Desempeña un papel fundamental en la fijación de nitrógeno, un proceso que antes se pensaba exclusivo de bacterias y arqueas.El descubrimiento del nitroplasto tiene importantes implicaciones tanto para la biología celular como para la ciencia agrícola .

## Descubrimiento
La existencia de nitroplasto fue propuesta por primera vez por investigadores que estudiaban la interacción entre el alga marina Braarudosphaera bigelowii y una bacteria llamada Candidatus Atelocyanobacterium thalassa (UCYN-A) en 2012. Inicialmente, se planteó la hipótesis de que UCYN-A facilitaba la fijación de nitrógeno, convirtiendo dicho gas en compuestos que las algas utilizan para crecer, como el amoníaco. Sin embargo, estudios posteriores dirigidos por el ecólogo oceánico Jonathan Zehr de la Universidad de California, Santa Cruz, revelaron que UCYN-A no debe considerarse organismos separados, sino orgánulos dentro de las algas.En otras palabras, la integración del endosimbionte en la arquitectura y función de la célula huésped en tan fuerte que se puede considerar que UCYN-A ha dejado de ser un simbionte para pasar a ser un orgánulo eucariota para la fijación de nitrógeno. Este hallazgo expande una función que se creía exclusiva de las células procariotas a las células eucariotas.

## Estructura y función
El nitroplasto exhibe características típicas de orgánulos y cumple dos criterios clave: se hereda mediante división celular y depende de proteínas proporcionadas por la célula huésped. Desempeña un papel fundamental en la fijación de nitrógeno, un proceso que antes se pensaba exclusivo de bacterias y arqueas. A través de estudios de imagen, los investigadores observaron que el nitroplasto se divide en dos junto con la célula huésped. De esta manera, un nitroplasto se transmite de la célula madre a su descendencia, como ocurre con otras estructuras celulares.

## Implicaciones
El descubrimiento del nitroplasto desafía las nociones previas sobre la exclusividad de la fijación de nitrógeno en los organismos procarióticos. Comprender la estructura y función del nitroplasto abre posibilidades para la ingeniería genética en plantas. Desempeña un papel fundamental en la fijación de nitrógeno, un proceso que antes se pensaba exclusivo de organismos procariotas como bacterias y arqueas. Al incorporar genes responsables de la función de los nitroplastos, los investigadores pretenden desarrollar cultivos capaces de fijar su propio nitrógeno, lo que podría aumentar el rendimiento de los mismos. Esto reduciría la necesidad de fertilizantes a base de nitrógeno, mitigando el daño ambiental.

## Otras lecturas
- Coale, Tyler H; Loconte, Valentina; Turk-Kubo, Kendra A and; Vanslembrouck, Bieke; Mak, Wing Kwan Esther; Cheung, Shunyan; Ekman, Axel; Chen, Jian-Hua et al. (April 2024). «Nitrogen-fixing organelle in a marine alga». Science 384 (6692): 217-222.

- Datos: Q125454889